# Andalgalomys pearsoni
Andalgalomys pearsoni és una espècie de mamífer rosegador de la família dels cricètids. Viu a altituds de fins a 400 msnm a l'oest del Paraguai i el sud-est de Bolívia. El seu hàbitat natural són els herbassars secs situats al Chaco. És una espècie en risc mínim, és a dir, no sembla que hi hagi cap amenaça significativa per a la seva supervivència.
L'espècie fou anomenada en honor del zoòleg i ecologista estatunidenc Oliver Payne Pearson.